# Мак Диздар

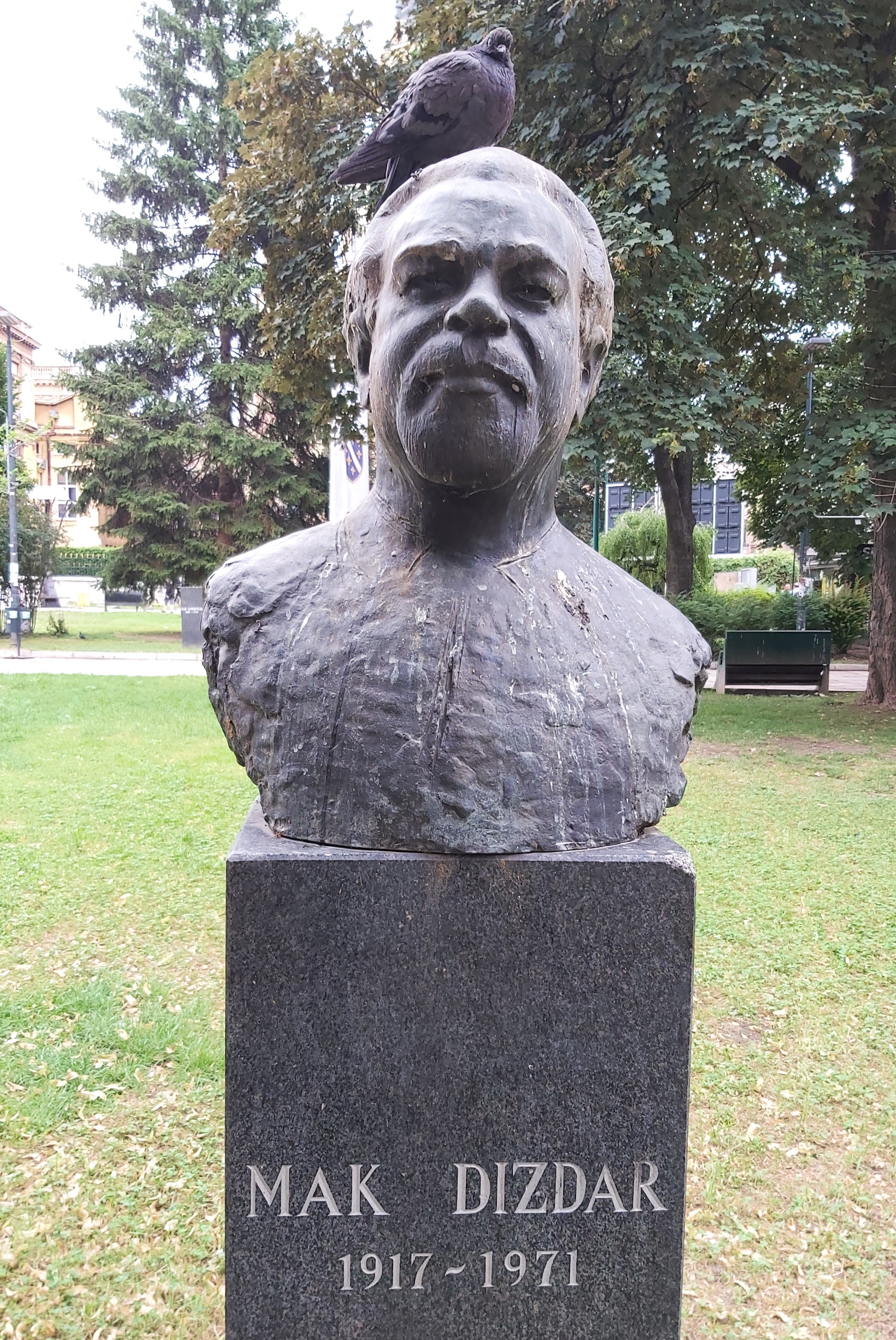

Мак Диздар (Діздар, босн. Mehmedalija Mak Dizdar; нар. 17 жовтня 1917, Столац, Австро-Угорщина — пом. 14 липня 1971, Сараєво, Югославія) — хорватський і боснійський поет.

## Життєпис
Основну школу закінчив у Столаці, потім учився в Сараєві у гімназії (закінчив 1936 року). Тоді ж вийшла у світ перша поетична збірка «Видопольська ніч» («Vidopoljska noć»). Пише до сараєвського часопису «Gajret».
Під час Другої світової війни перебував на нелегальному становищі, після її закінчення працює журналістом, з 1948 до 1951 року — редактор газети «Oslobođenje», у 1951—1959 редагує видання «Народної просвіти». З 1964 до 1971 — редактор часопису письменників «Життя» («Život»).

## Творчість
Протягом свого творчого життя видав книжки:
- Vidopoljska noć (1936)
- Plivačica (1954)
- Povratak (1958)
- Okrutnosti kruga (1960)
- Koljena za madonu (1963)
- Minijature (1965)
- Ostrva (1966)
- Kameni spavač (1966)
- Modra rijeka (1971)